# 扎斯特龍
扎斯特龍是南非的城鎮，位於該國東部，由自由邦省負責管轄，距離與萊索托接壤邊境約30公里，始建於1875年，面積21.29平方公里，2001年人口1,125，人口密度每平方公里53人。

## 外部連結
- http://www.zastron.co.za/ （页面存档备份，存于）